# International Standard Serial Number
International Standard Serial Number (ISSN) is een uniek identificatienummer voor serieel gepubliceerde werken waaronder periodieke publicaties. Een ISSN bestaat uit twee groepen van vier cijfers, gescheiden door een liggend streepje. Het laatste cijfer, een controlecijfer, kan ook een "X" zijn.
Onder "periodieke publicatie" vallen de traditionele tijdschriften op papier (van dagbladen over week- of maandbladen tot jaarlijks of onregelmatig verschijnend) maar ook op andere media: elektronisch (online of verspreid op diskette, cd-rom, enz.), op audio- of videocassette, op microfiches, in braille, enz. Op tijdschriften wordt het ISSN-nummer vermeld op de omslag of in de colofon.

## Geschiedenis
Het ISSN-systeem werd vastgelegd in de ISO 3297 standaard gepubliceerd in 1975. ISSN-nummers worden uitgereikt door lokale instanties per land, of door het ISSN Internationaal Centrum in Parijs als het internationale publicaties zijn (of voor landen die geen lokale instantie hebben). Dit centrum houdt een databank bij met gegevens van alle publicaties met een ISSN-nummer, onder meer de correcte titel, uitgever, frequentie van verschijnen, periode van verschijnen (van welk jaar tot welk jaar) en - belangrijk voor onder andere opzoekingen in bibliotheken - de periodiek(en) waarvan het een voortzetting is of de periodiek die de voortzetting ervan is. Wanneer een periodiek van naam verandert moet er een nieuw ISSN voor aangevraagd worden. Deze databank kan op cd-rom besteld worden of online geraadpleegd (mits men een abonnement heeft).
Wereldwijd zijn er meer dan één miljoen ISSN-nummers toegekend; jaarlijks komen er zo'n 50.000 bij. In België waren er begin 2003 ongeveer 18.800 ISSN-nummers toegekend; in Nederland ongeveer 32.000 (cijfers van het ISSN Register in Parijs).
In tegenstelling tot het ISBN (identificatienummer voor boeken) worden er geen bijzondere gegevens in een ISSN-nummer gecodeerd. Het is louter een identificatienummer.
De enige juiste notatie van een ISSN, volgens de ISO norm, is "ISSN" gevolgd door een spatie en het ISSN-nummer in de vorm "abcd-efgh", dus bijvoorbeeld:
"ISSN 1240-2346"

## Bepaling van het controlecijfer
De berekening van het controlecijfer gebeurt als volgt:
- vermenigvuldig de eerste zeven cijfers met een gewicht, resp. 8, 7, 6, 5, 4, 3 en 2.
- Tel deze producten op
- Vind de rest na deling door 11
- Trek dit getal van 11 af
- Dit is het controlecijfer; als het verschil 10 is wordt een "X" genoteerd.

In het bovenstaande geval geeft dit:
1 × 8 = 8

2 × 7 = 14

4 × 6 = 24

0 × 5 = 0

2 × 4 = 8

3 × 3 = 9

4 × 2 = 8
De som is: 71
De rest na deling door 11 is 5
11 − 5 = 6, het controlegetal is dus 6.

## Lokale instanties voor het ISSN in België en Nederland
- In België: Koninklijke Bibliotheek van België, Keizerslaan 4, 1000 Brussel
- In Nederland: Koninklijke Bibliotheek, Afdeling Abonnementen, Postbus 74, 2501 AJ Den Haag